# JonBenét Ramsey
JonBenét Patricia Ramsey (ur. 6 sierpnia 1990 w Atlancie, zm. 25 grudnia 1996 w Boulder) – wielokrotna uczestniczka konkursów piękności, którą znaleziono zamordowaną w piwnicy domu rodzinnego, osiem godzin po zgłoszeniu jej zaginięcia. Jej śmierć odbiła się szerokim echem w USA z powodu przedłużającego się śledztwa oraz pojawiających się przypuszczeń na temat zaangażowania jej rodziny w morderstwo. Sprawa JonBenét Ramsey jest uznawana za jedną z najsłynniejszych niewyjaśnionych zbrodni w historii.
16 sierpnia 2006 sprawa jej śmierci ponownie stała się głośna po aresztowaniu w Bangkoku 41-letniego Johna Marka Karra, podejrzewanego o dokonanie zabójstwa. Głównym dowodem w sprawie miały być jego listy internetowe do profesora dziennikarstwa na University of Colorado System, Michaela Traceya. 28 sierpnia 2006 został on jednak uwolniony od tego zarzutu, po badaniach jego DNA i próbek znalezionych na miejscu zbrodni.
9 lipca 2008 biuro prokuratora okręgowego ogłosiło, że zgodnie z wynikami nowych badań próbek DNA, Patsy i John Ramsey nie są już oskarżonymi w tej sprawie. Prokurator Mary T. Lacy w liście przesłanym do Johna Ramsey przeprosiła za udział w tym, że pomimo braku dowodów, on i jego żona byli przez opinię publiczną uważani za mających związek z morderstwem.